# Olkaria
L'Olkaria est une montagne située au sud du lac Naivasha dans la vallée du Grand Rift au Kenya, en Afrique. La zone géothermiquement active est utilisée pour produire de l'énergie électrique. Son potentiel est estimé à 2 000 MW soit presque le double de la demande de pointe maximale d'électricité quotidienne enregistrée en 2008/2009 du Kenya.

## Géographie

### Situation
Le complexe géothermique et les centrales électriques géothermiques se trouvent près du parc national de Hell's Gate. La zone volcanique de l'Olkaria est située à environ 120 km de Nairobi au sud du complexe Ol Doinyo Eburru et au nord du mont Suswa et à l'ouest du stratovolcan Longonot. Le champ volcanique couvre 240 km2.

### Topographie
La plus grande colline, Olkaria Hill, a un diamètre d'environ 2 km et une altitude de 340 m. Une gorge étroite dont les parois ont des hauteurs avoisinant les 200 m traverse le complexe. Sa formation est le résultat du ravinement de l'eau s'écoulant du lac Naivasha quand les niveaux d'eau du lac étaient beaucoup plus élevés.

### Géologie
La surface de l'Olkaria est constituée par un dôme de rhyolite peralcaline et d'un champ de lave. L'endroit contient de nombreux centres d'activité volcanique qui émettent des petites coulées de lave. Il existe au moins quatre-vingts centres d'activité de ce type, principalement des coulées de lave épaisses et des dômes pyroclastiques.
La roche d'un forage de 1 000 mètres de profondeur à l'Olkaria a environ 450 000 ans, néanmoins les éléments de surface n'ont pas plus de 20 000 ans.
La plus ancienne formation visible est la strate de pantellerite (en) d'Ol Njorowa, composée de roches pyroclastiques, de coulées de lave et de bouchons. On pense qu'elle est liée à une caldeira de 11 kilomètres sur 7,5 kilomètres qui s'est ensuite effondrée. Elle est indiquée par des traces de fracture annulaire. Le magma présente un large éventail de compositions représentant les différentes phases qui ont suivi l'effondrement de la caldeira. Bien que la datation ne soit pas précise, il semble que les roches les plus anciennes remontent à 9 000 ans, tandis que les roches les plus jeunes de la formation d'Olobutot ont entre 130 et 230 ans.
L'Olkaria se trouve dans le sous-bassin de Naivasha, connu pour ses sources chaudes, ses terrains chauds et ses fumerolles. Plus au nord, le lac Bogoria est doté de jets de vapeur et de geysers dont la température peut atteindre 96 °C. On trouve des fumerolles dans les gorges de Njorowa à l'Olkaria. Dans les réservoirs souterrains, des températures de 280 °C ont été mesurées à Eburru et 340 °C à l'Olkaria. Les zones de production géothermique de l'Olkaria se trouvent à des profondeurs comprises entre 750 et 1 000 m et plus bas, entre 1 100 et 1 300 m sous la surface.
L'eau souterraine du lac Naivasha alimente probablement le réservoir géothermique de l'Olkaria. Cependant, l'absence de tritium dans la vapeur suggère que l'eau mettrait au moins cinquante ans pour parvenir du lac, si celui-ci est bien la source.

## Exploitation géothermique

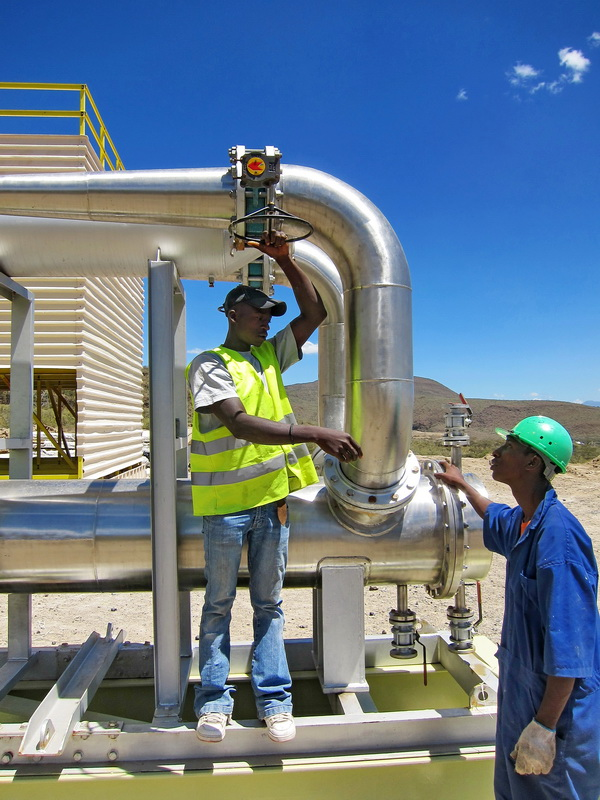
Travailleurs de centrales électriques à l'Olkaria.

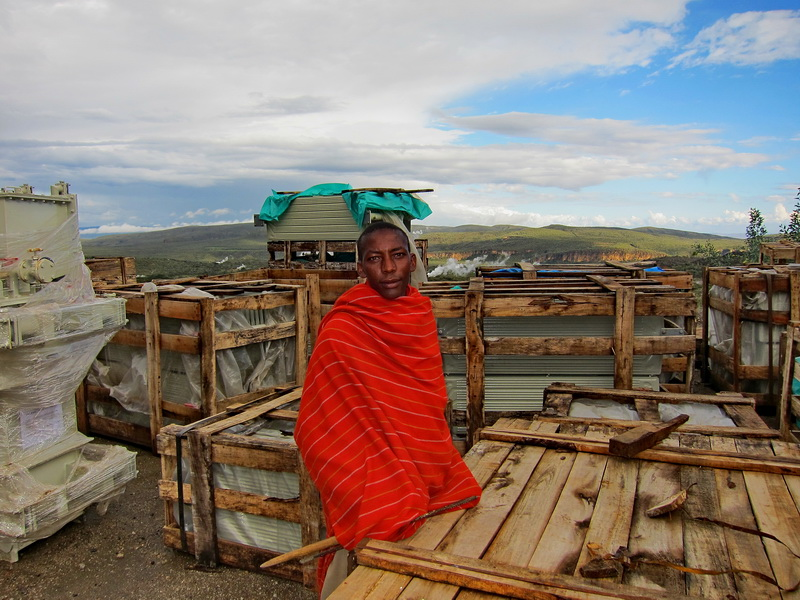
Masaï à Olkaria - certaines communautés ont été déplacées pour les projets de production d'électricité.

La première exploration géothermique de l'Olkaria a commencé en 1955. Deux puits d'essai infructueux avaient été forés en 1959. Peu de choses ont été faites jusqu'en 1967, lorsque 27 puits peu profonds allant jusqu'à 61 m ont été forés. Certains ont émis de la vapeur. À partir de 1970, la Kenya Power Company (maintenant Kenya Electricity Generating Company, ou KenGen) et le Programme des Nations unies pour le développement ont commencé à étudier puis exploiter le potentiel géothermique. Des puits de production ont été forés et la production commerciale d'électricité a commencé en juillet 1981 avec une usine construite par Mitsubishi Heavy Industries avec un Turbo-générateur de 15 MW. Un deuxième turbine de 15 MW est entrée en service en décembre 1982 et une troisième en mars 1985, portant la production totale à 45 MW dont 3,3 MW sont utilisés pour alimenter la station elle-même. Trente puits de production ont été creusés en 1999, dont 27 productifs, chacun produisant de 1,5 MW à 8 MW. 15 puits sont utilisés pour alimenter la centrale Olkaria I.
À la suite de la demande croissante d'électricité, une deuxième station, Olkaria II a été construite avec une capacité de production de 105 MW avec 5,2 MW utilisé pour alimenter la station elle-même. Elle comprend 3 turbines Mitsubishi chacune capable de générer 35 MW. La vapeur provient de 22 puits produisant chacun environ 35 tonnes de vapeur/heure.
En 2005, KenGen est propriétaire de Olkaria I (45 MW) et Olkaria II (70 MW). Une troisième centrale de capacité de 48 MW Olkaria III, est la propriété d'une filiale d'Ormat Technologies. L'usine d'Olkaria III utilise des convertisseurs refroidis par air, cette nouvelle technologie a moins d'impact sur l'environnement de toute électricité produite au Kenya. Le projet sera probablement éligible aux crédits carbone dans le cadre du Mécanisme de développement propre du Protocole de Kyoto. En février 2010, Ormat a annoncé son intention d'augmenter la capacité de son usine pour la porter à 100 MW.
En 2005, KenGen prévoyait de construire une quatrième usine. Une évaluation de l'impact environnemental et social a été approuvée par la National Environmental Management Authority, y compris la réinstallation de certaines communautés masaï. En décembre 2010, la Banque européenne d'investissement finance partiellement un projet d'agrandissement d'Olkaria I et la construction d'Olkaria IV, ajoutant 280 MW à la capacité. KenGen estime que la région a un potentiel total de 2 000 MW.
La centrale géothermique Olkaria V est l'une d'une série de six centrales géothermiques prévues ou déjà opérationnelles dans la région de l'Olkaria dans le comté de Nakuru. Sa construction a commencé en avril 2017. L'achèvement et la production d'électricité a commencé en 2019,.

### Centrales électriques géothermique en activité
| Station                           | Emplacement                                 | Capacité (MW) |
| --------------------------------- | ------------------------------------------- | ------------- |
| Centrale géothermique Olkaria I   | 0°53′36″S 36°18′30″E / 0.89333°S 36.30833°E | 185.          |
| Centrale géothermique Olkaria II  | 0°51′49″S 36°18′00″E / 0.86361°S 36.30000°E | 105           |
| Centrale géothermique Olkaria III | 0°52′30″S 36°18′00″E / 0.87500°S 36.30000°E | 139.          |
| Centrale géothermique Olkaria IV  | 0°51′49″S 36°18′00″E / 0.86361°S 36.30000°E | 140.          |
| Centrale géothermique Olkaria V   | 0°51′49″S 36°18′00″E / 0.86361°S 36.30000°E | 158.          |